# San Bernardino Line
La  Línea San Bernardino (en inglés: San Bernardino Line) es una línea del Tren de Cercanías Metrolink en California. La línea opera entre las estaciones Union Station en Los Ángeles y Redlands-Downtown station en Redlands en el área metropolitana de Gran Los Ángeles, área de Inland Empire.

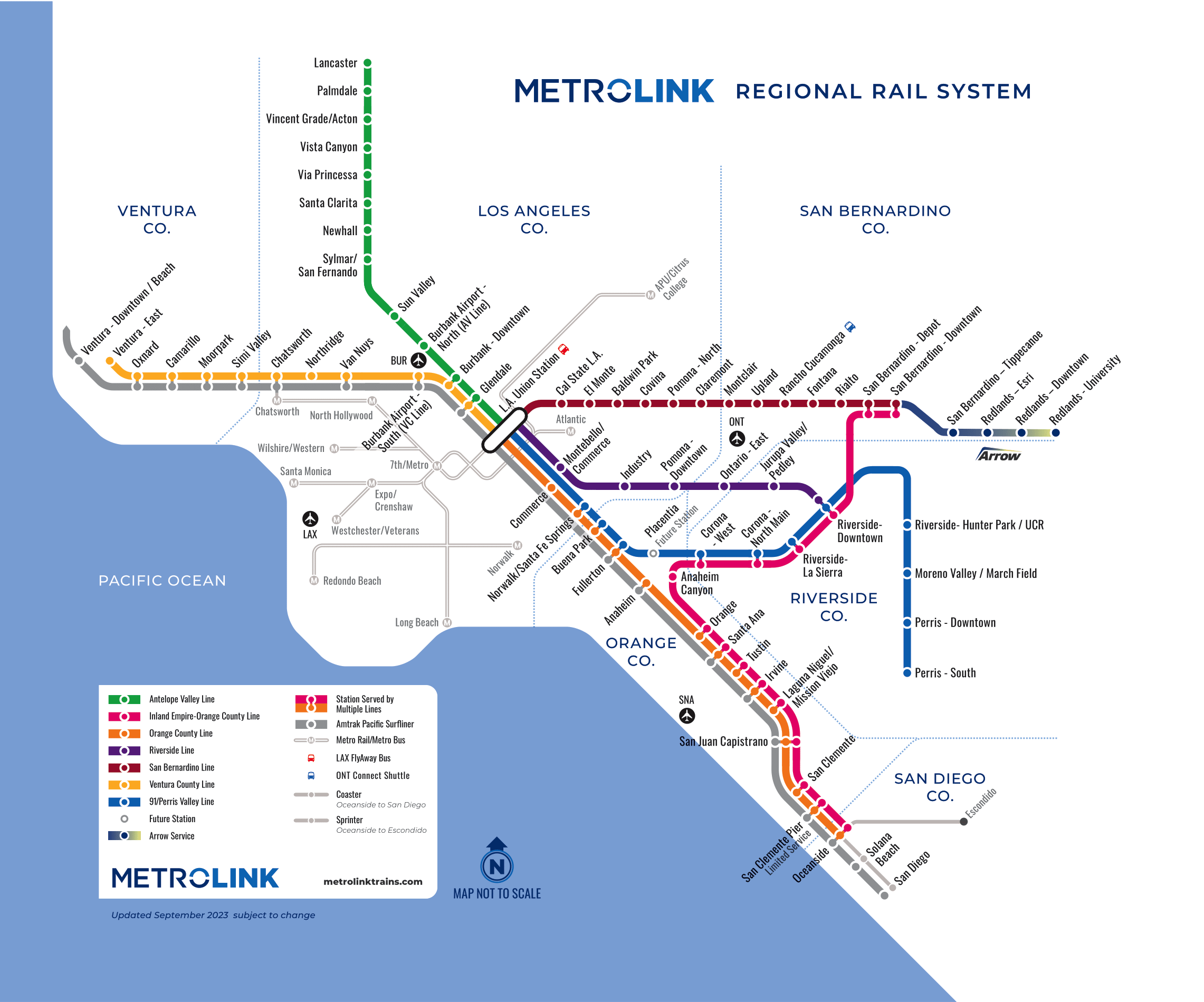
Línea San Bernardino en color maroon 2025

## Historia
El tranvía "Red Car" (coches rojos) de  Pacific Electric, servía Redlands en el siglo dieciocho. Inauguró servicio en 1905 y se abandonó en 1937 en Redlands y 1950 en San Bernardino.
La Autoridad de Transporte Metropolitano del Condado de Los Ángeles adquirió los derechos a las vías Southern Pacific en 1992. Cuando la línea se inauguró el 26 de octubre de 1992, el servicio se extendía solo hasta Pomona. Se extendió gradualmente a Claremont en diciembre, a Montclair en febrero del año siguiente y finalmente a San Bernardino en mayo de 1993. El servicio los sábados se agregó en 1997 y servicio de domingos en 1998, lo que la convirtió en la primera línea de Metrolink en ofrecer servicio de fin de semana. La extensión a Redlands se inauguró en octubre de 2022, con un tren exprés semanal.

## Frecuencia
Se operan 18 viajes de ida y vuelta entre Los Ángeles y San Bernardino entre semana, con un viaje exprés que continua hasta Redlands entre semana. Fue la primera de las siete líneas de Metrolink en operar tanto sábado como domingo, con 8 trenes a San Bernardino los sábados y domingos.

## Estaciones
La Línea San Bernardino opera 15 estaciones de tiempo completo. Son de oeste a este:
| Estación                                                   | Conexiones | Localidad            | Localidad      |
| Estación                                                   | Conexiones | Ciudad               | Condado        |
| ---------------------------------------------------------- | --- | -------------------- | -------------- |
| Union Station                                              | FlyAway to LAX Foothill Transit: Silver Streak Línea Antelope Valley Línea Condado de Ventura Línea Inland Empire-Orange County Línea 91/Perris Valley Línea Condado de Orange Línea Riverside Metro de Los Ángeles: Línea Amtrak: Coast Starlight, Pacific Surfliner, Southwest Chief, Sunset Limited, Texas Eagle | Downtown Los Angeles | Los Ángeles    |
| Cal State L.A.                                             | Línea Foothill Transit: Silver Streak | Este de Los Ángeles  | Los Ángeles    |
| El Monte station                                           | | El Monte             | Los Ángeles    |
| Baldwin Park station                                       | | Baldwin Park         | Los Ángeles    |
| Covina station                                             | | Covina               | Los Ángeles    |
| Fairplex station (dias de feria)                           | | La Verne             | Los Ángeles    |
| Pomona–North station                                       | Línea (2025) | Pomona               | Los Ángeles    |
| Claremont station                                          | Línea (2031) | Claremont            | Los Ángeles    |
| Montclair station                                          | Línea (2031) Foothill Transit: Silver Streak | Montclair            | San Bernardino |
| Upland station                                             | | Upland               | San Bernardino |
| Rancho Cucamongo station                                   | Omnitrans Ruta#380: ONT Connect to ONT Brightline West (2028) | Rancho Cucamonga     | San Bernardino |
| Fontana station                                            | | Fontana              | San Bernardino |
| Rialto station                                             | | Rialto               | San Bernardino |
| San Bernardino-Depot station                               | Línea Inland Empire-Orange County Amtrak:Southwest Chief | San Bernardino       | San Bernardino |
| San Bernardino-Downtown station                            | : Línea Arrow Línea Inland Empire-Orange County Omnitrans:SbX | San Bernardino       | San Bernardino |
| Redlands-Downtown station (servicio limitado entre semana) | : Línea Arrow | Redlands             | San Bernardino |